# Peritrichia andreaei
Peritrichia andreaei är en skalbaggsart som beskrevs av Schein 1959. Peritrichia andreaei ingår i släktet Peritrichia och familjen Melolonthidae. Utöver nominatformen finns också underarten P. a. willowmorensis.